# Pseudancylistes albolineatus
Pseudancylistes albolineatus là một loài bọ cánh cứng trong họ Cerambycidae.